# تورته
تورته (انگلیسی: Torte) یک کیک غنی و معمولاً چند لایه است که با خامه فرم گرفته، کرم کره، موس (دسر)، نگهدارنده میوه، یا میوه پر می‌شود.